# Óscar Enrique Sánchez
Óscar Enrique Sánchez   (Ciutat de Guatemala, 15 de juliol de 1955 - 25 de juliol de 2019), conegut com a Conejo Sánchez, va ser un futbolista guatemalenc de les dècades de 1970 i 1980.
Fou internacional amb la selecció de Guatemala.
Pel que fa a clubs, destacà a CSD Comunicaciones.